# Pizzo della Croce
Pizzo della Croce är en bergstopp i Schweiz.   Den ligger i distriktet Locarno och kantonen Ticino, i den sydöstra delen av landet, 120 km sydost om huvudstaden Bern. Toppen på Pizzo della Croce är 1 824 meter över havet, eller 83 meter över den omgivande terrängen. Bredden vid basen är 0,29 km.
Terrängen runt Pizzo della Croce är huvudsakligen bergig. Närmaste större samhälle är Losone, 10,2 km sydost om Pizzo della Croce. 
I omgivningarna runt Pizzo della Croce växer i huvudsak blandskog. Runt Pizzo della Croce är det glesbefolkat, med 18 invånare per kvadratkilometer.